# حقوق ال‌جی‌بی‌تی در یونان
حقوق لزبین‌ها، همجنس گرایان، دوجنس گرایان و تراجنسیتی‌ها (LGBT) در یونان به‌طور قابل توجهی از اوایل قرن بیست و یکم تکامل یافته و آن را به عنوان یکی از لیبرال‌ترین کشورهای اروپای جنوبی معرفی کرده‌است. اخیراً تبعیض در این کشور به‌طور فزاینده ای کمتر شده‌است، اگرچه افراد دگرباش جنسی در یونان ممکن است هنوز با چالش‌های اجتماعی روبرو باشند که ساکنان غیر دگرباش جنسی آن را تجربه نکرده‌اند. با وجود این، افکار عمومی یونان در مورد همجنس‌گرایی عموماً از نظر فرهنگی لیبرال تلقی می‌شود، و اتحادیه‌های همجنس‌گرا از سال ۲۰۱۵ به‌طور قانونی به رسمیت شناخته شده‌اند.